# Musikjahr 1668
Liste der Musikjahre

◄◄ | ◄ | 1664 | 1665 | 1666 | 1667 | Musikjahr 1668 | 1669 | 1670 | 1671 | 1672 | ► | ►►

Weitere Ereignisse
Dieser Artikel behandelt das Musikjahr 1668.

## Ereignisse
- 05. Januar: Die musikalische Komödie La comica del cielo ò vero la Baltasara von Antonio Maria Abbatini (Musik) mit einem Libretto von Giulio Rospigliosi wird im Palazzo Pallavicini Rospigliosi in Rom uraufgeführt.
- 12./14. Juli: Eröffnung des Theaters auf der Cortina in Wien.
- 18. Juli: George Dandin ou le Mari confondu (George Dandin oder der beschämte/betrogene Ehemann), eine Ballettkomödie des französischen Dichters Molière mit Musik von Jean-Baptiste Lully hat ihre Uraufführung bei einem Fest im Schloss Versailles vor König Ludwig XIV. zur Ehre seiner neuen maîtresse en titre, Madame de Montespan, und zur Unehre ihres immer noch rechtmäßigen Gatten.
- Dietrich Buxtehude wird Organist der Marienkirche in Lübeck.
- Antonio Draghi wird Vizekapellmeister in der Hofkapelle in Wien.
- Johannes Scheffler veröffentlicht das Kirchenlied Auf, Christenmensch, auf, auf zum Streit.

## Instrumental- und Vokalmusik (Auswahl)
- Dietrich Becker – Musikalische Frühlings-Früchte
- Christoph Bernhard – Ach mein herzliebes Jesulein
- Heinrich Ignaz Franz von Biber – Sonata à 7
- Dietrich Buxtehude – All solch dein Güt wir preisen, BuxWV 3
- Francesco Cavalli – O bone Jesu
- Maurizio Cazzati – Canzonette a voce sola, libro 5, op. 46
- Henry DuMont – Motets à deux voix, avec la basse-continue
- Lambert Pietkin – Sacri concentus, op. 3
- Johann Heinrich Schmelzer – Harmonia à 5
- Thomas Tomkins – Musica Deo Sacra (posthum vom Sohn Nathaniel Tomkins veröffentlicht)
- Gaspar de Verlit – Missae et motettae nec non quator antiphonae B. Mariae Virginis, vol. 2

## Musiktheater
- Antonio Maria Abbatini – La comica del cielo ò vero la Baltasara
- Antonio Cesti – Il pomo d’oro (Uraufführung 12. oder 14. Juli mit der Eröffnung des Theaters auf der Cortina in Wien)
- Antonio Draghi – Achille riconsciuto
- Jean-Baptist Lully
  - Le carnaval, LWV 36 (Text: Benserade, 18. Januar 1668)
  - George Dandin/Le Grand divertissement de Versailles (Text: Molière, 18. Juli 1668)
  - La Grotte de Versailles (Text: Quinault, April? 1668)
- Jacopo Melani – Il Girello

## Musiktheoretische Schriften
- Antonio Maria Abbatini – Autogi, Bologna (1 Codex mit 14 Abhandlungen musiktheoretischen Inhalts, geschrieben in den Jahren 1663–1668)
- Richard Duckworth – Tintinnalogia, or, the Art of Ringing, London: Fabian Stedman (erste Abhandlung über das Wechselläuten)

## Geboren

### Geburtsdatum gesichert
- 08. Januar: Jean Gilles, französischer Kapellmeister und Komponist († 1705)
- 05. Juni: Johann Martin Schamelius, deutscher evangelischer Theologe und Kirchenlieddichter († 1742)
- 11. Juni: Georg Serpilius, evangelischer Theologe und Lieddichter († 1723)
- 29. Oktober: Joseph-François Duché de Vancy, französischer Dramatiker und Librettist († 1704)
- 30. Oktober (getauft): Joachim Friedrich Haltmeier, deutscher Jurist, Kantor, Autor und Komponist († 1720)
- 10. November: François Couperin, französischer Organist und Komponist († 1733)
- 27. November: Pantaleon Hebenstreit, deutscher Komponist und Tanzlehrer († 1750)
- 03. Dezember: Casimir Schweizelsperg, deutscher Komponist († nach 1722)
- 11. Dezember: Apostolo Zeno, italienischer Dichter und Librettist († 1750)

### Genaues Geburtsdatum unbekannt
- Georg von Bertouch, Komponist und dänisch-norwegischer General († 1743)

### Geboren um 1668
- John Eccles, englischer Komponist († 1735)

## Gestorben

### Todesdatum gesichert
- 14. Februar: Johannes Niedling, deutscher Kirchenlieddichter (* 1602)
- 03. März: Mathias Rotenburger, österreichischer Orgelbauer (* 1600)
- 07. März: Odoardo Ceccarelli, italienischer Sänger und Komponist (* um 1600)
- 20. März: Francesco Sbarra, italienischer Dichter und Librettist (* 1611)
- 27. März: Clemens Thieme, österreichischer Orgelbauer (* 1631)
- 07. April: Sir William Davenant, englischer Schriftsteller, Librettist und Theaterdirektor (* 1606)
- 12. April: Sebastian Franck, deutscher Kirchenlieddichter (* 1606)
- 10. Juli (bestattet): Adam-Nicolas Gascon, wallonischer Komponist (* 1623)
- 10. August: Samuel Kinner, deutscher Kirchenlieddichter (* unsicher 1604)
- 23. Oktober: Giovanni Rovetta, venezianischer Barockkomponist (* 1596)
- 02. Dezember: Albertus Bryne, englischer Organist und Komponist (* um 1621)

### Genaues Todesdatum unbekannt
- Annibal Gantez, französischer Barockkomponist (* 1600)
- Ewaldt Hintz, deutscher Organist und Komponist (* 1613)
- Nicolas Métru, französischer Komponist des Barock und Lehrer Lullys (* um 1610)
- Bonaventura Rubino, italienischer Organist und Komponist (* um 1600)